# Discinisca laevis
Discinisca laevis är en armfotingsart som först beskrevs av Sowerby 1822.  Discinisca laevis ingår i släktet Discinisca och familjen Discinidae. Inga underarter finns listade i Catalogue of Life.